# 橋頭線

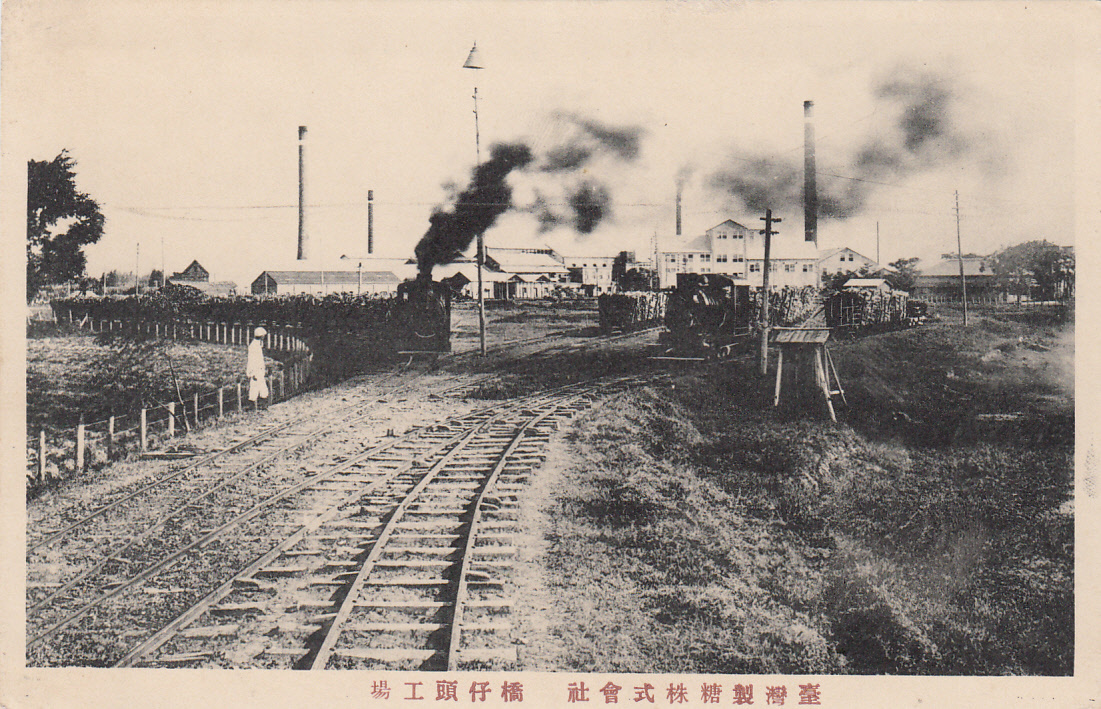
橋仔頭工場（現橋頭糖廠）

橋頭線（きょうとうせん）は、台湾高雄市橋頭区にある台湾糖業公司が運営する高雄花卉農園センター内の軽便鉄道路線。

## 路線資料
- 経営管轄：台湾糖業公司
- 路線距離：捷運橋頭糖廠駅 - 花卉農園中心間1.5km[1]
- 軌間：762mm
- 駅数：2
- 複線区間：無
- 電化区間：無

## 概要
橋頭線は旧仁武線の一部分であり、かつ南北平行予備線を構成していた。当時は貨物輸送専用だった。仁武線の大部分のルートは高雄捷運紅線および台湾鉄路管理局縦貫線と並行していた。捷運紅線建設時に仁武線は一部の経路が改められた。
2003年8月に総延長1.2kmの旅客化（観光鉄道化）が決定され、興糖駅（糖業博物館）、精農駅（花卉農園中心）の2駅が設置されることになった。
2009年7月に交通部は興糖駅から0.3km北の捷運橋頭糖廠站への延伸を認可した。

## 駅一覧
捷運橋頭糖廠駅 - 興糖（糖業博物館） - 精農（花卉農園中心）

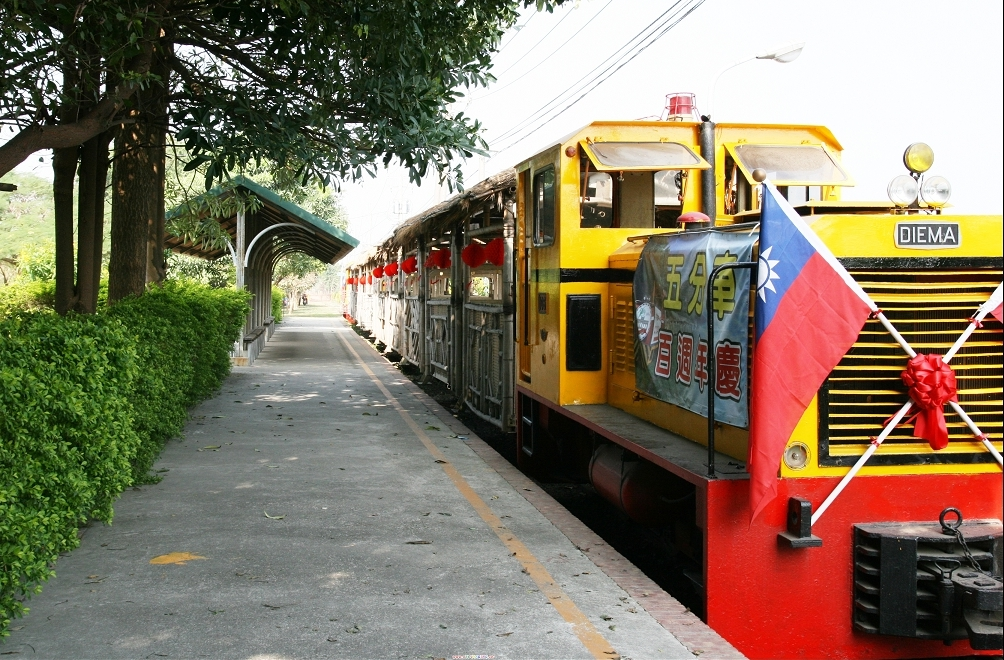
精農駅（花卉農園中心）
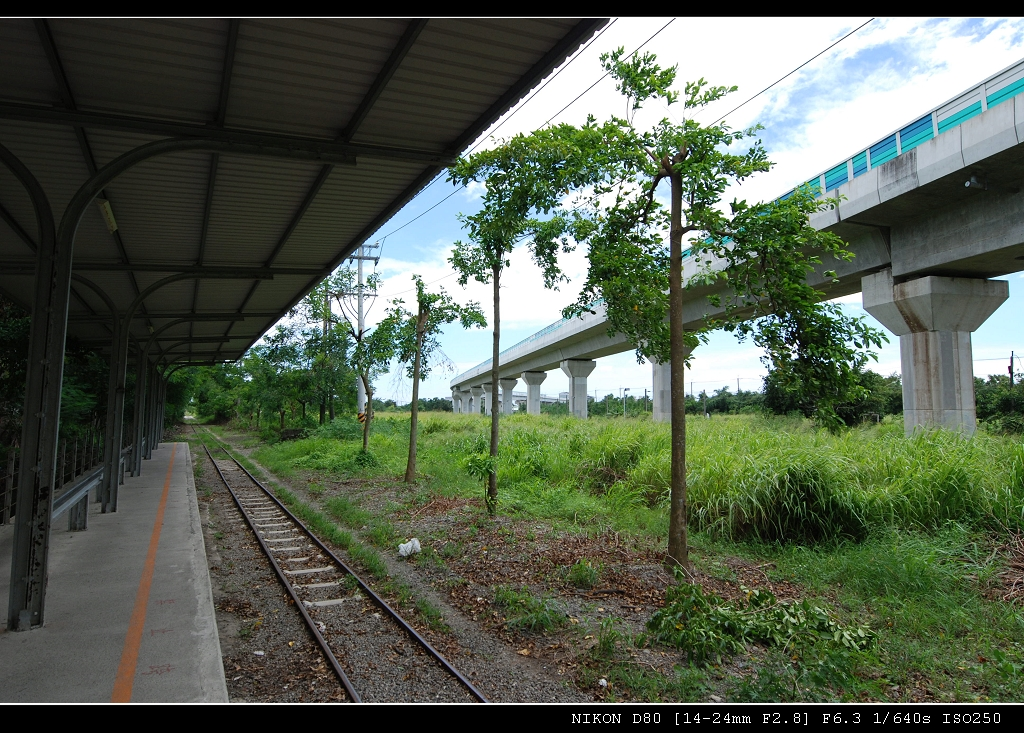
興糖駅（廃止）

## 沿革
- 2003年
  - 6月26日 - 交通部と台糖が烏樹林糖廠（中国語版）、蒜頭糖廠（中国語版）、渓湖糖廠、橋頭糖廠（中国語版）などの観光旅客鉄道運行で合意。
  - 8月8日 - 交通部、運行認可（第0920097485号）を交付[1]。
- 2008年3月9日 - 高雄捷運紅線の橋頭糖廠駅が開業。
- 2009年
  - 7月5日 - 交通部、興糖駅から捷運駅までの0.3kmの延伸を認可。
  - 7月25日 - 捷運橋頭糖廠駅まで延伸開業、興糖駅は廃止[2][3]。